# Distrito electoral federal 12 de Guanajuato
El XII Distrito Electoral Federal de Guanajuato es uno de los 300 distritos electorales en los que se encuentra dividido el territorio de México para la elección de diputados federales y uno de los 15 en los que se divide el estado de Guanajuato. Está ubicado en el sur del estado de Guanajuato y lo forma todo el municipio de Celaya con excepción de su sector suroeste. Su cabecera es la ciudad de Celaya.

## Distritaciones anteriores

### Distritación 1996 - 2005
Entre 1996 y 2005 el Décimo Segundo Distrito se localizaba en la misma zona y lo formaba el territorio íntegro del municipio de Celaya.
El Distrito 12 fue creado por la reforma política de 1977, previo a ello Guanajuato tenía únicamente 9 distritos electorales (correspondiendo a Celaya el séptimo), por lo que el décimo distrito solo ha electo diputados a partir de 1979 a la LI Legislatura.

## Diputados por el distrito
| Diputado                                                                          | Grupo parlamentario | Legislatura                | Periodo     |
| --------------------------------------------------------------------------------- | ------------------- | -------------------------- | ----------- |
| J.M. Alcalde                                                                      |                     | III                        | 1863 - 1865 |
| Mariano Pizano                                                                    |                     | IV                         | 1867 - 1868 |
| Vacante                                                                           | Vacante             | V VI VII                   | 1869 - 1875 |
| Rafael Pérez Gallardo                                                             |                     | VIII                       | 1875 - 1878 |
| Anselmo G. Rubio                                                                  |                     | IX                         | 1878 - 1880 |
| Miguel Lizardi                                                                    |                     | X                          | 1880 - 1882 |
| Rafael Chausal                                                                    |                     | XI                         | 1882 - 1884 |
| Luis Olivo                                                                        |                     | XII XIII                   | 1884 - 1888 |
| Alberto Malo                                                                      |                     | XIV                        | 1888 - 1890 |
| Emilio Baz                                                                        |                     | XV XVI                     | 1890 - 1894 |
| Juan D. Argumedo                                                                  |                     | XVII XVIII XIX XX XXI XXII | 1894 - 1906 |
| Vacante                                                                           | Vacante             | XXIII                      | 1906 - 1908 |
| Juan D. Argumedo                                                                  |                     | XXIV XXV                   | 1908 - 1912 |
| Ramón Múgica Leyva                                                                |                     | XXVI                       | 1912 - 1913 |
| Alfredo Robles Domínguez                                                          |                     | Constituyente XXVII        | 1916 - 1918 |
| Ramón Martínez del Río                                                            | PLN                 | XXVIII                     | 1918 - 1920 |
| Lucas Lira                                                                        |                     | XXIX XXX                   | 1920 - 1924 |
| Cayetano Andrade López                                                            |                     | XXXI                       | 1924 - 1926 |
| José Aguilar y Maya                                                               |                     | XXXII                      | 1926 - 1928 |
| Adolfo Vallejo Gómez                                                              | PRG                 | XXXIII                     | 1928 - 1930 |
| El XII distrito es suprimido en 1930. Es restablecido en la distritación de 1978. |                     |                            |             |
| Raúl Moreno Mújica                                                                |                     | LI                         | 1979 - 1982 |
| Sergio Lara Espinoza                                                              |                     | LII                        | 1982 - 1985 |
| Mario Murillo Morales                                                             |                     | LIII                       | 1985 - 1988 |
| Jorge García Henaine                                                              |                     | LIV                        | 1988 - 1991 |
| José Guadalupe Enríquez Magaña                                                    |                     | LV                         | 1991 - 1994 |
| Lorenzo Chávez Zavala                                                             |                     | LVI                        | 1994 - 1997 |
| José de Jesús Torres León                                                         |                     | LVII                       | 1997 - 2000 |
| Javier Usabiaga Arroyo                                                            |                     | LVIII                      | 2000        |
| José Rivera Carranza                                                              | 2000 - 2003         | LVIII                      |             |
| Elizabeth Yáñez Robles                                                            |                     | LIX                        | 2003 - 2006 |
| Rubí Laura López Silva                                                            |                     | LX                         | 2006 - 2009 |
| Martín Rico Jiménez                                                               |                     | LXI                        | 2009 - 2012 |
| Felipe Arturo Camarena García                                                     |                     | LXII                       | 2012 - 2015 |
| Adriana Elizarraraz Sandoval                                                      |                     | LXIII                      | 2015 - 2018 |
| Sarai Núñez Cerón                                                                 |                     | LXIV LXV                   | 2018 -      |